# Congochromis sabinae
Congochromis sabinae är en fiskart som först beskrevs av Anton Lamboj 2005.  Congochromis sabinae ingår i släktet Congochromis och familjen Cichlidae. IUCN kategoriserar arten globalt som livskraftig. Inga underarter finns listade i Catalogue of Life.